# Xylaria berkeleyi
Xylaria berkeleyi är en svampart som beskrevs av Mont. 1883. Xylaria berkeleyi ingår i släktet Xylaria och familjen kolkärnsvampar.   Inga underarter finns listade i Catalogue of Life.